# Rhabdoblatta simlansis
Rhabdoblatta simlansis är en kackerlacksart som först beskrevs av Usha Baijal och Kapoor 1966.  Rhabdoblatta simlansis ingår i släktet Rhabdoblatta och familjen jättekackerlackor. Inga underarter finns listade i Catalogue of Life.